# Tyldesley
Tyldesley è una località di 34.022 abitanti della contea della Greater Manchester, in Inghilterra, già comune fino al 1974.